# Obserwatorium Lowella

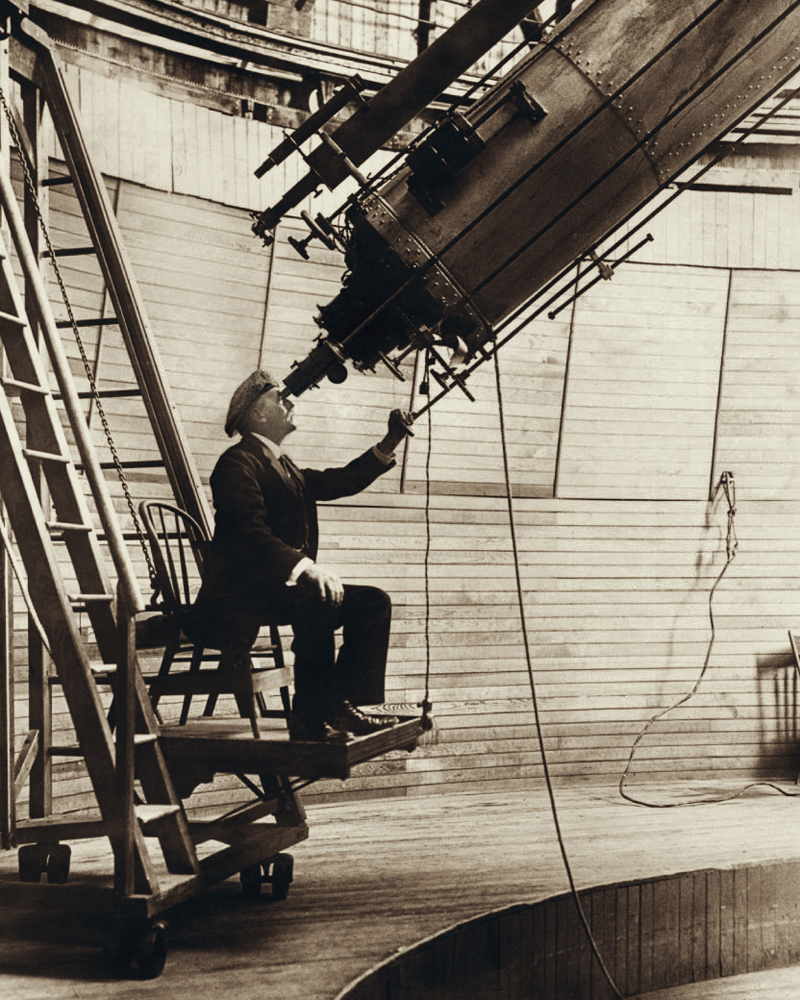
Percival Lowell obserwujący Wenus w ciągu dnia przez refraktor 24-calowy w roku 1914

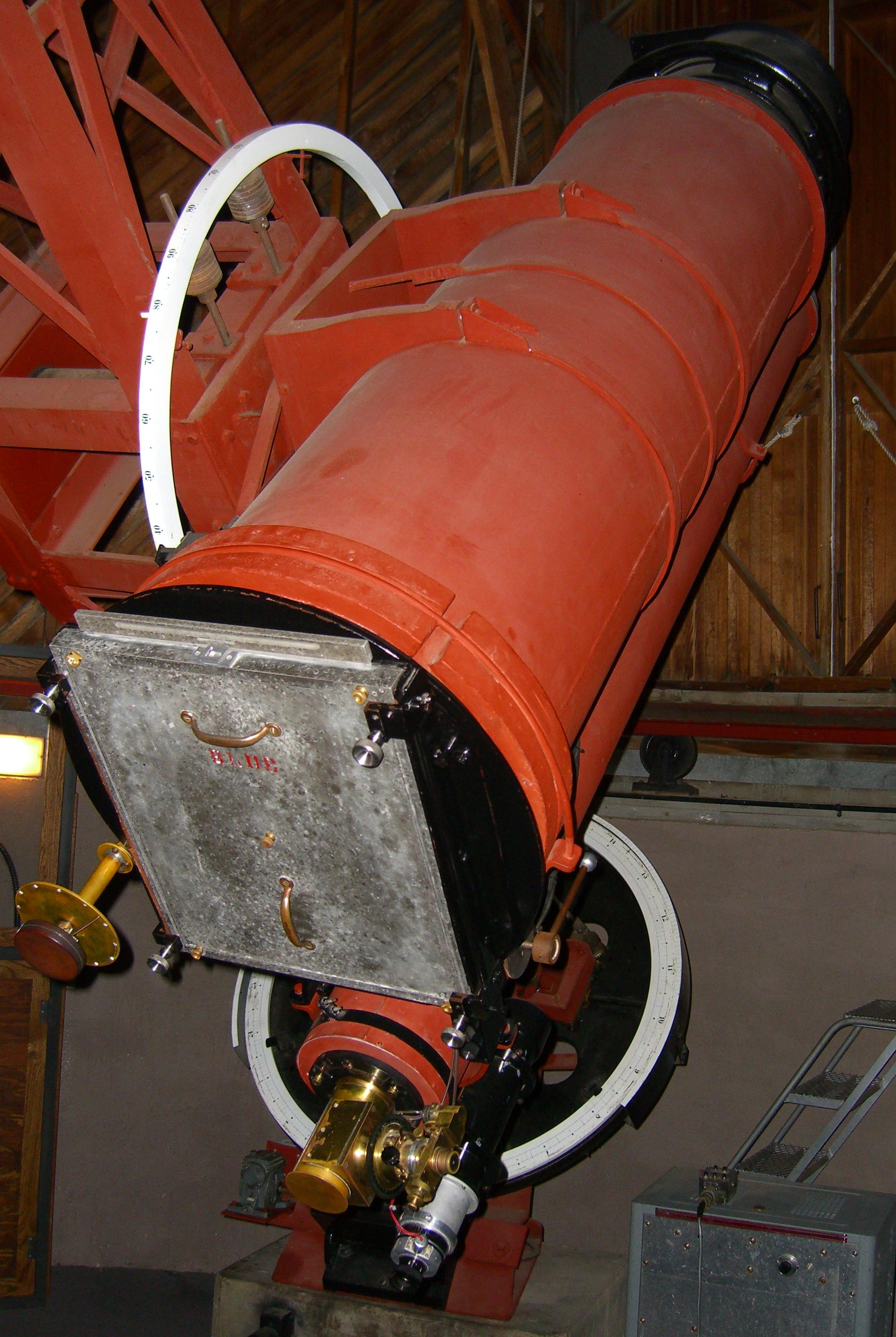
Astrograf użyty przy odkryciu Plutona. Zdjęcie z roku 2005

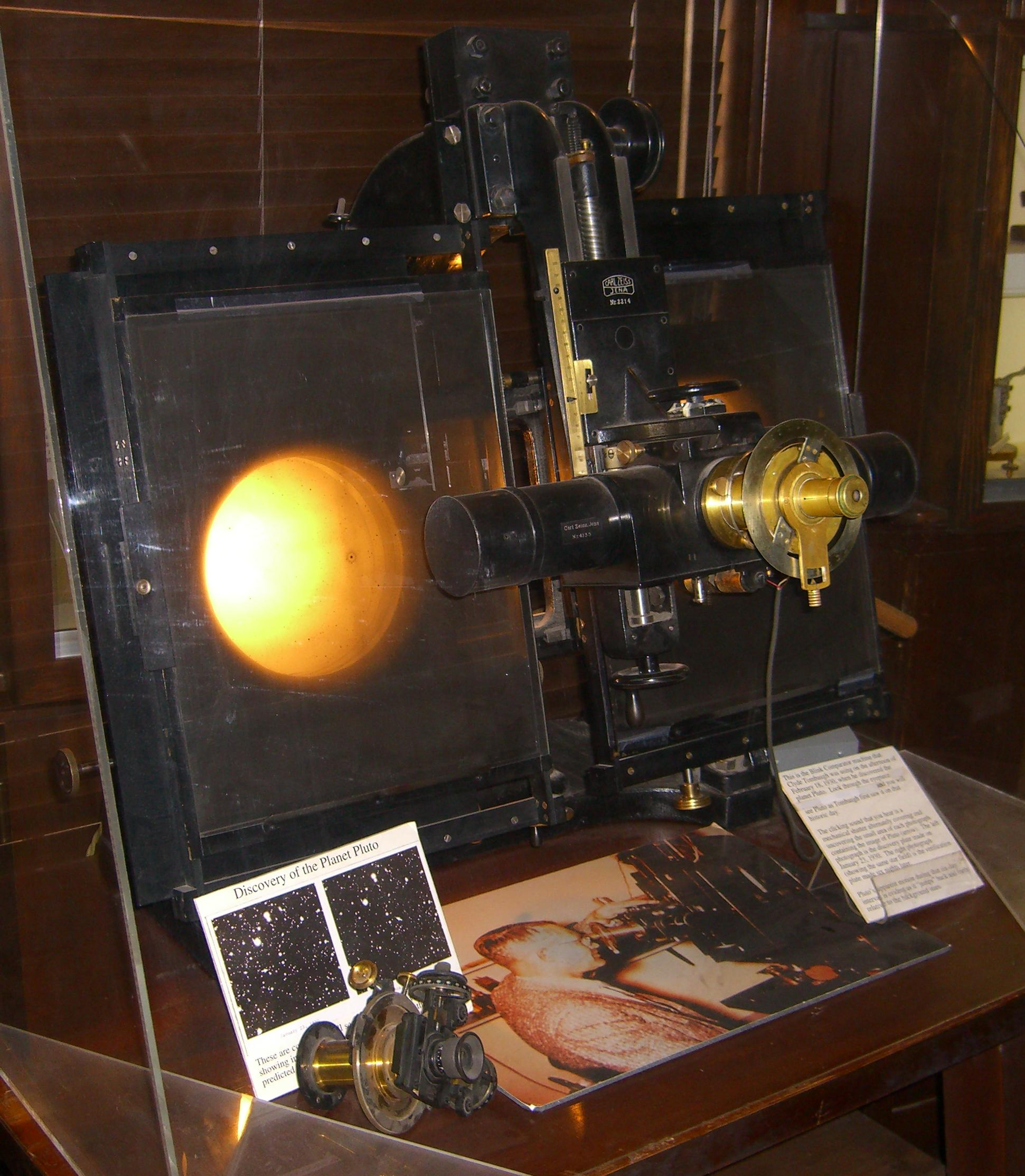
Komparator błyskowy użyty przy odkryciu Plutona

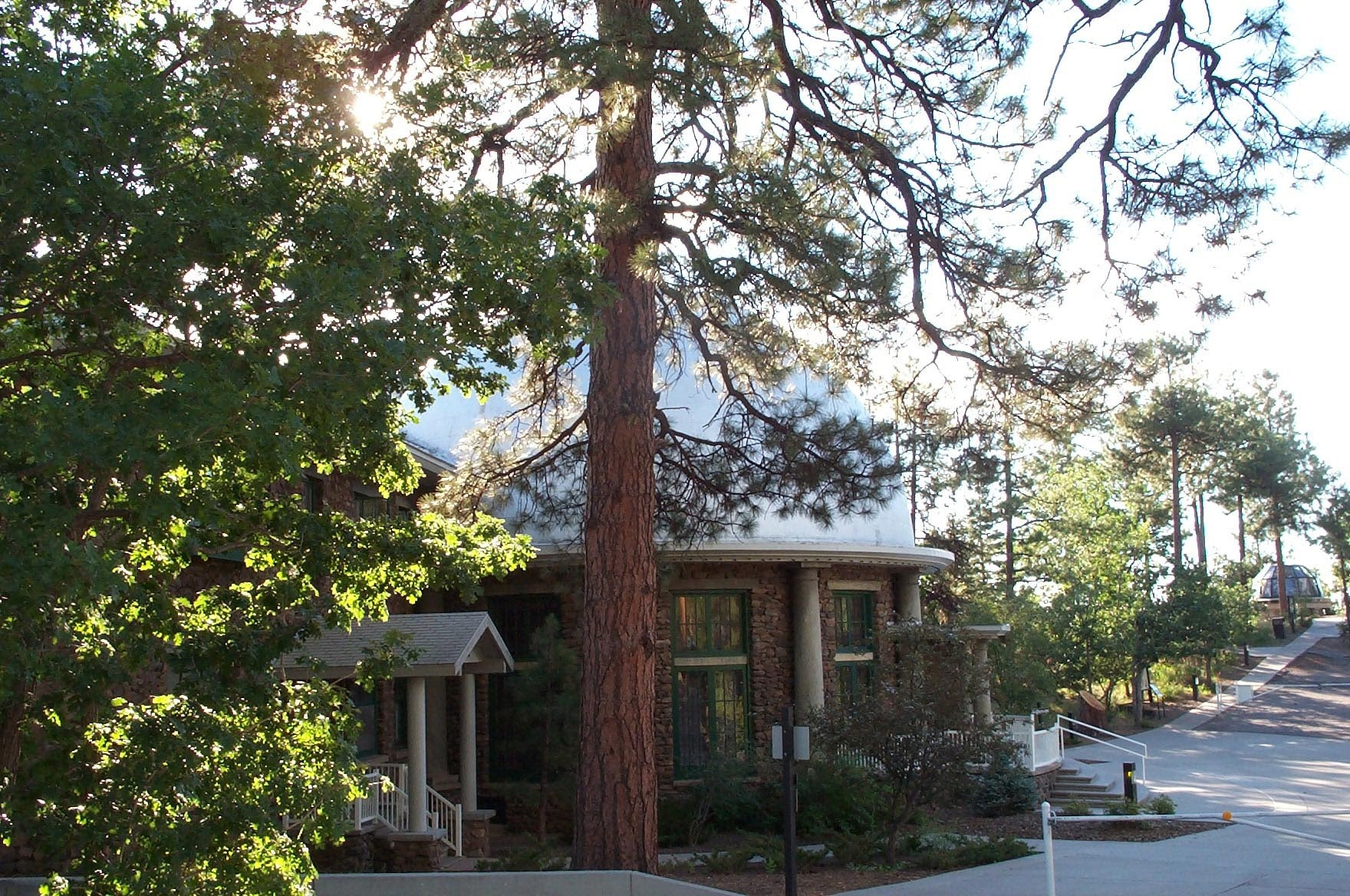
Budynek muzeum w Obserwatorium Lowella

Obserwatorium Lowella (ang. Lowell Observatory) – prywatne obserwatorium astronomiczne w mieście Flagstaff w Arizonie. Założył je w roku 1894 Percival Lowell; jest ono jednym z najstarszych obserwatoriów w Stanach Zjednoczonych. Infrastruktura badawcza dostępna jest zarówno dla astronomów zawodowych jak i amatorów. Jest znane z odkrycia Plutona w 1930 roku. Obecnie największy teleskop w obserwatorium ma 4,2 m średnicy. 

## Historia
Obserwatorium zostało założone 28 maja 1894 roku. Jego pierwszym celem było poszukiwanie śladów życia na Marsie. W roku 1896 zaangażowano firmę Alvan Clark & Sons do zbudowania refraktora 24-calowego. Pierwszym znaczącym odkryciem wykonanym tym teleskopem było zmierzenie prędkości radialnych galaktyk przez Vesto Sliphera w 1912 roku, co było początkowym krokiem w udowodnieniu ekspansji Wszechświata i odkrycia prawa Hubble’a-Lemaître’a. W latach 1928–1929 zbudowano teleskop 13-calowy, którym w roku 1930 Clyde Tombaugh odkrył Plutona. Teleskop ten nazwano imieniem głównego fundatora: Abbotta Lawrence'a Lowella. 
W roku 1964 zainstalowano teleskop 31-calowy. W latach 60. XX wieku na teleskopach 24- i 31-calowym prowadzono obserwacje Księżyca w celu przygotowania do lądowania astronautów w ramach programu Apollo. Kolejny teleskop oddano do użytku w roku 1970 i był nim 42-calowy reflektor systemu Ritcheya-Chrétiena, który 20 lat później nazwany został na cześć Johna S. Halla. 
Obserwatorium prowadziło projekt LONEOS (kierowany przez Edwarda Bowella), którego celem było wykrycie planetoid bliskich Ziemi. W latach 1993–2008 odkryto ponad dwadzieścia tysięcy małych ciał w Układzie Słonecznym. W roku 2012 oddano do użytku teleskop 4,2 m nazwany Discovery Channel na cześć programu telewizyjnego Discovery Channel, którego wydawca (Discovery Communications) przekazał część środków na budowę teleskopu. W czasie gali z okazji rozpoczęcia obserwacji tego teleskopu przemawiał Neil Armstrong. Później nazwę tę zmieniono na Teleskop Lowell Discovery. 
Ostatnim teleskopem zainstalowanym w obserwatorium jest 24-calowy teleskop im. Briana Dyera wyprodukowany przez PlaneWave Instruments w zmodyfikowanym systemie Dark–Kirkham. Teleskop ten został zainstalowany w 2020 i służy do komercyjnych pokazów nieba. Na teleskopie 31-calowym 120 nocy w roku przeznaczone jest na obserwacje doktorantów w ramach National Undergraduate Research Observatory (NURO).
Od roku 2013 zarządcą obserwatorium jest W. Lowell Putnam IV, syn poprzedniego zarządcy – Williama Lowella Putnama III, który był synem siostrzeńca fundatora.

## Aktualne badania
Obserwatorium prowadzi badania przy użyciu teleskopów naziemnych, kosmicznych oraz lotniczych, uczestniczy w poszukiwaniu planetoid oraz planet pozasłonecznych, badaniach Pasa Kuipera i stabilności jasności Słońca i wielu zagadnień związanych z procesami (m.in. gwiazdotwórczymi) w odległych galaktykach. 
Jednym z realizowanych projektów jest monitorowanie Tytana. Do tego celu używany jest teleskop 20-calowy wyprodukowany przez PlaneWave Instruments, który umożliwia obserwacje w podczerwieni. Na tym samym montażu zainstalowany jest teleskop 13-calowy do obserwacji zakryć gwiazd.
W Obserwatorium Lowella konstruowane są instrumenty badawcze. Jednym z nich jest szybka kamera, która była używana w Stratosferycznym Obserwatorium Astronomii Podczerwonej. Wspólnie z Obserwatorium Marynarki Wojennej USA prowadzi Navy Optical Interferometer. Obserwatorium utrzymuje także stacje badawcze w Australii i Chile.

## Wybrane odkrycia
- Odkrycie obiektu[a] (134340) Pluton przez Clyde Tombaugha (1930)
- Współpraca przy odkryciu pierścieni planety Uran
- Odkrycie okresowych zmian jasności Komety Halleya (1990)[19]
- Identyfikacja trzech gwiazd o największych znanych promieniach (KW Sgr, V354 Cep i KY Cyg; 2005)[20][21]
- Odkrycie atmosfery Plutona[22][23]
- Ustalenie dokładnych orbit dwóch księżyców Plutona – Hydry i Nix
- Odkrycie tlenu na księżycu Jowisza – Ganimedesie
- Odkrycie zestalonego ditlenku węgla na trzech księżycach Urana
- Pierwsze odkrycie wody w atmosferze planety pozasłonecznej (HD 209458 b; 2007)[24]